# Ослобођење Бијељине (1945)
Ослобођење Бијељине (19. јануара — 3. априла 1945) било је део народноослободилачке борбе у источној Босни на самом крају Другог светског рата у Југославији. У борбама за Бијељину учествовале су 17. источнобосанска и 28. славонска дивизија Народноослободилачке војске Југославије. Најинтензивније борбе вођене су у склопу борби на Сремском фронту 28. јануара до 3. фебруара 1945, а град је коначно ослобођен 3. априла, у уводним борбама за пробој Сремског фронта.

## Позадина
Почетком 1945. народноослободилачка борба у источној Босни ушла је у завршну фазу. Као једно од последњих окупаторских упоришта, Бијељина је имала видан оперативни значај за обе стране: за Немце била је значајно упориште на правцу Западна Морава — долина Дрине — Брчко, куда су се извлачили делови групе армија Е, и којим се обезбеђивало десно крило немачких снага на Сремском фронту. За 2. армију НОВЈ, која је оперисала у источној Босни, Бијељина је пресецала правац Тузла — Шабац, најпогоднију комуникацијску линију за везу са базама у Србији.

## Супротстављене снаге

### Силе осовине
Половином јануара Бијељину је бранила немачка борбена група „Скендербег” и делови 12. усташко-домобранске дивизије.
Борбена група „Скендербег” образована је у јесен 1944. на Косову и Метохији, током повлачења немачке групе армија Е из Грчке. Образована је од делова разбијене немачке 21. СС дивизије „Скендербег” (коју су сачињавали Албанци из Албаније, Косова и Метохије), свега око 3000 бораца, и око 4000 немачких морнара из Грчке — укупно око 7000 војника, са задатком да обезбеђује леви бок немачке војске у повлачењу на простору Метохије. Борбена група се 26. септембра код села Драгаша сударила са Првом косовско-метохијском бригадом НОВЈ, али је потиснута натраг у Призрен. Средином октобра борбена група „Скендербег” учествовала је у неусплом пробоју у Црну Гору (како би се омогућило повлачење немачког 21. брдског корпуса из Албаније у Херцеговину и Далмацију), али је 16. октобра одбијена код Чакора (од стране 3. ударне дивизије НОВЈ и италијанске дивизије „Гарибалди”), па је до 17. новембра 1944. уз помоћ балиста држала Пећ, Ђаковицу и Призрен, штитећи одступницу групе армија Е при повлачењу преко Метохије ка Косову пољу, а затим се повукла са Космета. Крајем 1944. борбена група је ушла у састав немачког 34. армијског корпуса (117. ловачка, 41. пешадијска, 7. СС дивизија „Принц Еуге”н, Дивизија за нарочиту употребу Stephen, пуковска борбена група 264. дивизије, борбене групе „Скендербег” и „Бургемајстер”, као и 12. и 13. усташко-домобранска дивизија) на Сремском фронту.
Крајем 1944. војне снаге НДХ спале су на око 80.000 усташа и домобрана, који су на захтев Немаца у јануару 1945. реорганизовани у 16 мешовитих усташко-домобранских дивизија, под командом усташких официра и непосредном контролом немачких корпуса, које су по плану требале да имају око 130.000 бораца. Тако је једна усташко-домобранска дивизија званично имала 5000—8000 војника, али је одзив регрута на мобилизацију био веома слаб, а дезертирање масовно. Тако је просечна усташко-домобранска дивизија у пракси била јединица мале борбене вредности.

### Партизани
17. источнобосанска дивизија НОВЈ формирана је 2. јула 1943: учествовала је у ослобођењу Тузле (2. октобра 1943), источнобосанској зимској операцији (децембра 1943), Андријевичкој операцији (јула 1944) и борбама за ослобођење Србије (17. септембра ослободила је Горњи Милановац, а 21. октобра Крагујевац). Почетком децембра 1944. дивизија је упућена у Босну, у састав Друге армије НОВЈ, а у јануару је распоређена на северним падинама Мајевице, затварајући правац Брчко—Тузла. У октобру 1943. дивизија је имала 2669 бораца, а средином фебруара 1945 — 8773 борца.
28. славонска дивизија НОВЈ формирана је 17. маја 1943: учествовала је у ослобођењу Београда (24. октобра 1944). У децембру 1944. придружена је Другој армији НОВЈ и прешла у Босну. У октобру 1943. имала је 1.732 борца, а у јануару 1945. око 5000—6000 бораца.

## Битка
Битка за Бијељину била је део ширих операција Прве и Друге армије НОВЈ на Сремском фронту. Први напад извршила је 28. славонска дивизија НОВЈ 19. јануара, али је у склопу велике немачке противофанзиве на читавом Сремском фронту (17—19. јануара) одбијена. Међутим, фронт је стабилизован истог дана, а то је био последњи покушај немачких снага да преузму иницијативу на Сремском фронту.
Други напад, под руководством Штаба Друге армије, извеле су 17. источнобосанска и 28. славонска дивизија 27. јануара: 28. дивизија је после снажне артиљеријске припреме напала правцем Финцов салаш — Агине пучиле, а 17. дивизија правцем Пашине башче — Железничка станица, затварајући делом снага правац Брчко—Бијељина. Борбе су вођене цео дан и ноћу 27/28. јануара. Дивизије су на прилазима граду одбијене јаком и добро организованом ватром.
Борбе су настављене 28. јануара, када су делови 28. дивизије успели да продру у село Патковачу и у близину Финцовог салаша и Агиних пучила, а делови 17. дивизије избили до железничке станице. Због слабе видљивости артиљерија није била у стању да ефикасно подржава напад. Са достигнуте линије дивизије су у зору 29. јануара продужиле напад. У оштрим борбама обе стране претрпеле су тешке губитке, при чему је непријатељ успео да задржи своје положаје.
У току 30. и 31. јануара снаге су прегруписане, дивизије попуњене, па је организован поновни напад за ноћ између 31. јануара и 1. фебруара. Уочи напада авијација је бомбардовала немачке положаје. Преко Буџака напала је 17. дивизија, затворивши делом снага комуникацију Брезово поље — Бијељина, а 28. дивизија преко Финцовог салаша и Агиних пучила. И овог пута дивизије су наишле на јак отпор и биле одбијене јаком и сасређеном ватром. Ноћним нападима 1/2. и 3/4. фебруара дивизије су делимично имале успеха, али су Немци успели да изгубљено земљиште поврате противнападом, па је напад НОВЈ обустављен 3. фебруара.
Иако је напад на град одбијен, Бијељина је у фебруару и марту остала под опсадом 17. и 28. дивизије, које су преузеле читав фронт у Семберији. Борбе мањег интензитета у ширем простору Бијељине настављене су све до првих дана априла (Јања је ослобођена 16. марта), када је 1. армија НОВЈ учинила последњи напор за пробој Сремског фронта. У саставу Јужне групе дивизија из Прве армије (2. пролетерска, 5. и 17. дивизија) 17. дивизија је у садејству са деловима 2. пролетерске дивизије ноћу 2/3. априла 1945. ослободила Бијељину.

## Последице
Пад Бијељине угрозио је десни бок немачких снага утврђених између босутских шума и Дунава: Брчко је ослобођено 8. априла, а Сремски фронт је пробијен већ 12. априла 1945.